# Sylvanie Burton
Sylvanie Burton, född 1964 i Salybia i Saint David, är en dominikisk politiker. Hon är Dominicas president sedan 2023.
Hon är den första kvinnan att inneha presidentposten tillika den första från en ursprungsbefolkning (Kariber).